# Lipophaga trispinosa
Lipophaga trispinosa är en spindeldjursart som beskrevs av William Frederick Purcell 1903. Lipophaga trispinosa ingår i släktet Lipophaga och familjen Gylippidae. Inga underarter finns listade i Catalogue of Life.